# Boško Kajganić
Boško Kajganić (* 1949 in Stara Pazova, SFR Jugoslawien, heute Serbien; † 21. November 1977 in Istanbul) war ein jugoslawischer Fußballtorhüter.

## Karriere
Boško Kajganić begann seine Karriere 1967 bei FK Roter Stern Belgrad und wurde 1969 an Sloga Kraljevo ausgeliehen. Die Saison 1973/74 verbrachte der Torhüter bei Vardar Skopje. In der Saison 1976/77 wurde Boško Kajganić mit Roter Stern Belgrad jugoslawischer Meister. Im darauffolgenden Sommer wechselte er in die Türkei zu Galatasaray Istanbul und war auf Anhieb Stammtorwart.

## Tod
Nach einem Verkehrsunfall am 21. November 1977 starb Kajganić an dessen Folgen. Er war auf dem Weg nach Jugoslawien.

## Erfolge
FK Roter Stern Belgrad
- Jugoslawischer Meister: 1977

## Einzelnachweis
1. ↑  milliyet.com.tr: G.Saray kalecisi Kajganiç trafik kazasında öldü. (Memento des Originals vom 11. Juli 2012 im Internet Archive)  Info: Der Archivlink wurde automatisch eingesetzt und noch nicht geprüft. Bitte prüfe Original- und Archivlink gemäß Anleitung und entferne dann diesen Hinweis., vom 22. November 1977. Abgerufen am 27. Januar 2019.

| Personendaten    | Personendaten                 |
| ---------------- | ----------------------------- |
| NAME             | Kajganić, Boško               |
| KURZBESCHREIBUNG | jugoslawischer Torwart        |
| GEBURTSDATUM     | 1949                          |
| GEBURTSORT       | Stara Pazova, SFR Jugoslawien |
| STERBEDATUM      | 21. November 1977             |
| STERBEORT        | Istanbul, Türkei              |